# فهرست رده‌های نرم‌افزار
نرم‌افزار کامپیوتری می‌تواند بر اساس عملکرد به چندین رده تقسیم شود. سه ردهٔ اصلی در این رده‌بندی جای می‌گیرند: (۱) نرم‌افزارهای کاربردی، برای انجام کارهای کاربر طراحی شده‌اند. این نرم‌افزارها می‌توانند استفادهٔ عمومی همچون واژه‌پردازهای عمومی و مرورگرهای اینترنتی باشند یا استفاده‌های خاصی همچون مدیریت کاربران، مدیریت اتومبیل‌ها و… باشند. نرم‌افزارهای کاربردی با (۲) نرم‌افزارهای سیستمی ارتباط برقرار می‌کنند. نامی که برای برنامه‌هایی به کار می‌رود که وظایفی همچون به‌راه انداختن کامپیوتر، اتصال به اینترنت و… را انجام می‌دهند. گونه دیگر، (۳) ابزارهای برنامه‌نویسی کامپیوتر همچون کامپایلرها و پیونددهنده‌ها هستند.

## نرم‌افزارهای کاربردی
.Photo collage max، مایکروسافت ورد، Browser، ویندوز مووی میکر.